# Leah Williamson
Leah Cathrine Williamson, OBE (* 29. März 1997 in Milton Keynes) ist eine englische Fußballspielerin. Sie spielt seit 2014 für den Arsenal Women FC und seit 2018 für die englische Nationalmannschaft der Frauen.

## Werdegang

### Vereine
Williamson, die aus einer Familie von Arsenalanhängern stammt, begann mit neun Jahren bei Arsenal, seit 2014 spielt sie in der ersten Mannschaft in der FA Women’s Super League. In ihrer ersten Saison, die Arsenal auf dem vierten Platz beendete, kam sie in 13 der 14 Ligaspiele zum Einsatz und stand dabei 11-mal in der Startelf. Am 4. September 2014 erzielte sie beim 2:3 gegen Lokalrivale Chelsea ihr erstes Ligator. Bereits am 1. Juni hatte sie mit dem FA Women’s Cup ihren ersten Titel im Erwachsenenbereich gewonnen. Auch in der UEFA Women’s Champions League 2013/14 hatte sie einen Einsatz, beim 0:2 im Viertelfinale gegen Ligakonkurrenten Birmingham City LFC wurde sie zu einem neunminütigen Kurzeinsatz eingewechselt.
2015, als Arsenal Dritter wurde, kam sie nur in der Hälfte der Ligaspiele zum Einsatz, da sie parallel dazu mit der englischen U-19-Mannschaft spielte. Sie konnte aber mit Arsenal den WSL Cup gewinnen. Auch 2016 wurde Arsenal wieder Dritter und Williamson wurde in acht von 14 Spielen eingesetzt. Mit dem Gewinn des FA Women’s Cup wurde die Saison gekrönt.
In der „Spring Series“ genannten kurzen Übergangssaison 2017 kam sie nur in drei von acht Spielen zum Einsatz. Diese kurze Saison endete ebenso wie die vorherigen und die folgende nun an den normalen europäischen Spielkalender angepasste Saison 2017/18, in der sie 17 von 18 Spielen mitmachte, auf dem dritten Platz. Allerdings konnte zum zweiten Mal der WSL Cup gewonnen werden. 2018/19 konnte dann sieben Jahre nach der letzten Meisterschaft erneut der Titel gewonnen werden. Williamson wurde dabei nur einmal nicht eingesetzt. In der aufgrund der COVID-19-Pandemie vorzeitig beendeten Saison in allen 15 ausgetragenen Ligaspielen eingesetzt. In der UEFA Women’s Champions League 2019/20 wurde sie in zwei Sechzehntel- und einem Achtelfinalspiel vor der Corona-Pause und im Viertelfinale nach der Pause eingesetzt. Das Viertelfinale gegen Paris Saint-Germain wurde dann aber mit 1:2 verloren.
In der Qualifikation für die UEFA Women’s Champions League 2021/22 wurde sie in den beiden finalen Spielen gegen Slavia Prag eingesetzt, die mit 3:0 und 4:0 gewonnen wurden. Arsenal erreichte damit die erstmals ausgetragene Gruppenphase. Verletzungsbedingt konnte sie dann nur in den ersten drei Gruppenspielen eingesetzt werden. Ihre Mitspielerinnen konnten sich aber auch ohne sie als Gruppenzweite hinter Vorjahressieger FC Barcelona für die K.-o.-Runde qualifizieren.
Im Januar 2022 verlängerte sie ihre Vertragslaufzeit bei Arsenal. In der UEFA Women’s Champions League 2022/23 wurde sie in zwei Qualifikations- und verletzungsbedingt nur in den drei letzten Gruppenspielen eingesetzt. Im April 2023 hat sie sich beim Spitzenspiel gegen Manchester United einen Riss des vorderen Kreuzbandes zugezogen und fiel für die Fußball-WM 2023 in Australien und Neuseeland aus.
Im Mai 2025 konnte sie mit Arsenal gegen Titelverteidiger FC Barcelona in Lissabon die UEFA Women’s Champions League mit 1:0 gewinnen, nachdem man im Halbfinale Olympique Lyon besiegen konnte. Ihre Leistung in der Abwehr war einer der Gründe für diesen nicht erwarteten Sieg von Arsenal. Das besondere, sie nahm 2007 beim letzten großen europäischen Titel als Einlaufkind für Arsenal teil.

### Nationalmannschaften

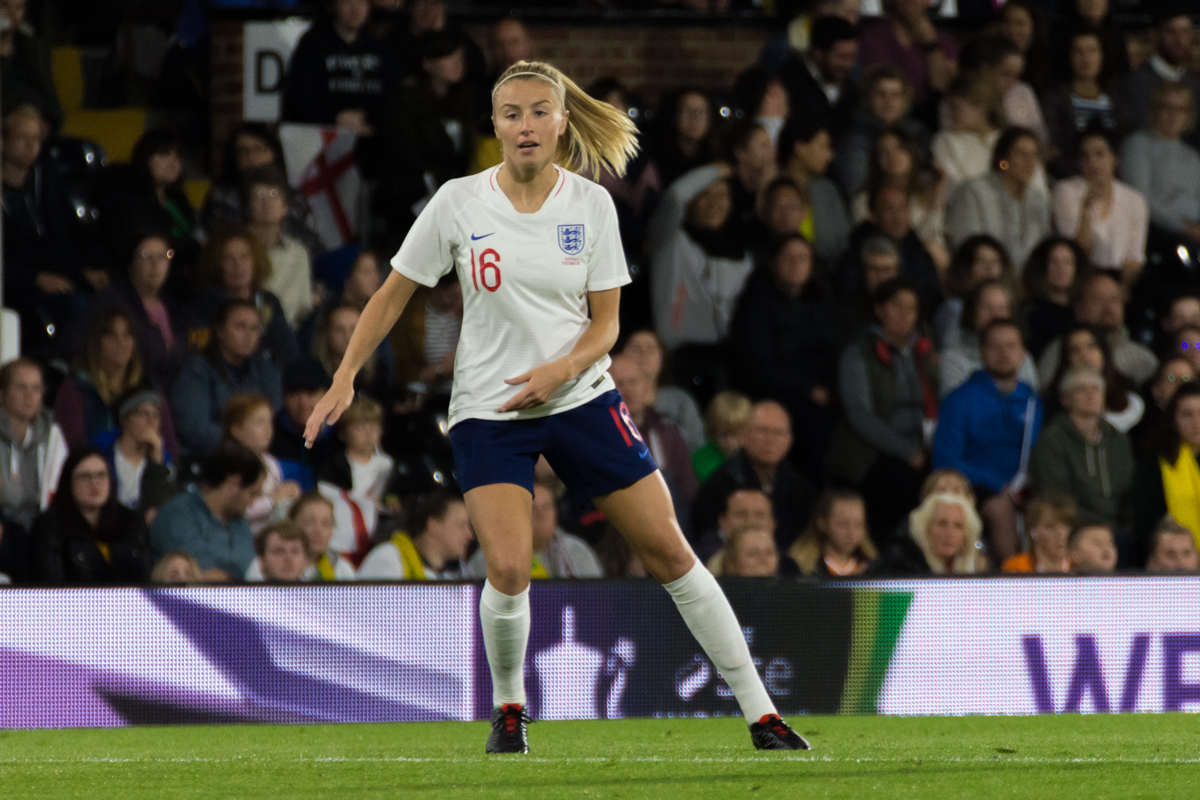
Williamson im Oktober 2018
im Dress der Nationalmannschaft

Im April 2012 nahm Williamson mit der U-17-Mannschaft an der zweiten Qualifikationsrunde zur U17-Europameisterschaft 2012 teil. Alle drei Spiele der Engländerinnen endeten mit nur einem Tor, aber nur einmal für die Engländerinnen, so dass sie die Endrunde verpassten. Im September wurde ein neuer Anlauf unternommen, aber diesmal war bereits in der ersten Qualifikationsrunde Schluss. Für die bereits im September 2013 ausgetragene Endrunde der U17-EM 2014 mussten sich die Engländerinnen dann nicht qualifizieren, da sie als Gastgeberinnen automatisch qualifiziert waren. Williamson führte die U-17 als Kapitänin ins Turnier, das mit dem vierten Platz abgeschlossen wurde.
Im April 2014 nahm sie dann mit der U-19-Mannschaft an der zweiten Qualifikationsrunde zur U19-Europameisterschaft teil. Die Engländerinnen qualifizierten sich mit drei Siegen ohne Gegentor. An der Endrunde im Juli in Norwegen, bei der ihre Mannschaft die drei Gruppenspiele verlor, nahm sie nicht teil, da sie im August mit der U-20-Mannschaft an der U20-Weltmeisterschaft 2014 in Kanada teilnahm. Hier schieden die Engländerinnen ebenfalls nach der Gruppenphase aus.
Im April 2015 gelang dann mit der U-19-Mannschaft die Qualifikation für die U19-Europameisterschaft 2015, wozu sie mit vier Toren beitrug. Dabei verwandelte sie am 9. April einen Elfmeter in der 6. Minute der Nachspielzeit eines wieder aufgenommenen Spiels zum 2:2-Endstand gegen Norwegen, wodurch die Qualifikation gelang. Die Wiederaufnahme war notwendig geworden nach einem Protest der Engländerinnen. Bereits fünf Tage zuvor hatte Williamson den Elfmeter verwandelt, das Tor wurde aber von der deutschen Schiedsrichterin nicht anerkannt, da einige englische Spielerinnen zu früh in den Strafraum gelaufen waren. Aber statt den Elfmeter wiederholen zu lassen, entschied die Schiedsrichterin regelwidrig auf Freistoß für Norwegen. Die Wiederaufnahme ist ein bisher einmaliger Fall in der Geschichte der UEFA und fand wenige Stunden nach dem eigentlich letzten Gruppenspiel gegen die Schweiz statt, das mit 3:1 gewonnen wurde. An der Endrunde nahm sie dann nicht teil und spielte stattdessen für Arsenal in der Liga.
Auf ihre erste Einladung zur A-Nationalmannschaft musste sie aber bis zum November 2017 warten. Ihren ersten Einsatz hatte sie dann sieben Monate später: Beim 3:1-Sieg am 8. Juni 2018 in Moskau im WM-Qualifikationsspiel gegen Russland wurde sie in der 84. Minute eingewechselt. Am 4. September 2018 stand sie dann im letzten Qualifikationsspiel, das gegen Kasachstan mit 6:0 gewonnen wurde, in der Startelf und spielte 90 Minuten mit. Es folgten ein vierminütiger Kurzeinsatz gegen Australien im Oktober und 90 Minuten gegen Österreich im November.
Im März 2019 gewann sie dann erstmals den SheBelieves Cup und wurde dabei beim 3:0-Sieg gegen Japan eingesetzt. Es folgte noch ein Einsatz beim 2:1-Heimsieg gegen Spanien und am 8. Mai die Nominierung für die Weltmeisterschaft in Frankreich. Bei der WM hatte sie nur einen sechsminütigen Kurzeinsatz im Achtelfinale gegen Kamerun. Ihre Mannschaft belegte am Ende den vierten Platz.
Im Freundschaftsspiel gegen Tschechien am 12. November 2019 erzielte sie ihr erstes Länderspieltor zum 3:2-Endstand. Beim SheBelieves Cup 2020, bei dem die Engländerinnen den Titel aus dem Vorjahr nicht verteidigen konnten, wurde sie in allen drei Spielen eingesetzt.
Am 27. Mai 2021 wurde sie für das Team GB nominiert, das an den wegen der COVID-19-Pandemie um ein Jahr verschobenen Olympischen Spielen in Tokio teilnahm. Bei den Spielen wurde sie im zweiten und dritten Gruppenspiel und im Viertelfinale gegen Australien eingesetzt, bei denen sie jeweils über 90 Minuten spielte. Die Britinnen verloren das Viertelfinale mit 3:4 nach Verlängerung.
Von der neuen Nationaltrainerin Sarina Wiegman wurde sie dann auch für die ersten Spiele der Qualifikation für die WM 2023 nominiert und durfte nach Verletzung der Stammkapitänin Steph Houghton in den Spielen gegen Nordmazedonien und Luxemburg die Kapitänsbinde tragen. An den Spielen im November 2021 konnte sie verletzungsbedingt nicht teilnehmen. Beim gewonnenen Arnold Clark Cup im Februar war sie dann wieder an Bord und Kapitänin in zwei Spielen.
Am 17. Mai 2022 wurde sie für den vorläufigen EM-Kader benannt. Am 15. Juni wurde sie auch für den finalen Kader berücksichtigt. Beim Turnier wurde sie in allen sechs Spielen als Kapitänin eingesetzt und verpasste keine Minute des Turniers, das mit dem ersten EM-Titel für England endete. Im Nachgang des Turniers wurde sie vom beobachtenden Trainerstab der UEFA in die „Elf des Turniers“ gewählt.
Sie wurde auch in den letzten beiden Spielen der Qualifikation für die WM 2023 nach der EM eingesetzt und qualifizierte sich am 3. September mit ihrer Mannschaft durch einen 2:0-Sieg in Wiener Neustadt gegen Österreich für die WM-Endrunde, für die sie verletzungsbedingt nicht nominiert werden konnte.
Erst im zweiten Spiel der Qualifikation für die EM 2025 am 9. April 2024 kam sie wieder zum Einsatz.

## Erfolge
- Vereine:
  - WSL-Siegerin: 2018/19
  - WSL-Cup-Siegerin 2015, 2017/18, 2022/2023, 2023/2024
  - FA-Women’s-Cup-Siegerin: 2013/14, 2015/16
  - UWCL-Siegerin, 2024/2025
- Nationalmannschaft:
  - 2019: SheBelieves-Cup-Siegerin
  - 2022 und 2023: Arnold-Clark-Cup-Siegerin
  - 2022: Gewinn der Europameisterschaft
  - 2025: Gewinn der Europameisterschaft in Basel

## Auszeichnungen
- 2012: 2. Platz bei der Wahl zu „England Women's Youth Player of the Year“
- 2014: „England Women's Youth Player of the Year“
- 2014: FA WSL Continental Cup Player of The Year[18]
- 2022: Freedom of the City of London[19]
- 2023: Freedom of the City of Milton Keynes (verliehen am 28. Februar 2023)[20]